# Brooks Curry
Brooks Curry (ur. 20 stycznia 2001 w Dunwoody) – amerykański pływak specjalizujący się w stylu dowolnym.
Podczas igrzysk olimpijskich w Tokio w 2021 roku płynął w wyścigu eliminacyjnym na pierwszej zmianie sztafety 4 × 100 m stylem dowolnym, gdzie uzyskał czas 48,84. Otrzymał złoty medal, kiedy Amerykanie zajęli w finale pierwsze miejsce.